# Списък на политическите партии в Република Ирландия
Република Ирландия има многопартийна система.

## Парламентарно представени партии
| Партия/коалиция                                  | Места в парламента (2016) | Идеология               |
| ------------------------------------------------ | ------------------------- | ----------------------- |
| Фине Гейл                                        | 49                        | Либерален консерватизъм |
| Фиана Файл                                       | 44                        | Консерватизъм           |
| Шин Фейн                                         | 23                        | Ляв национализъм        |
| Лейбъристка партия                               | 7                         | Социалдемокрация        |
| Независим алианс                                 | 6                         |                         |
| Алианс срещу икономиите - Хората преди печалбата | 6                         | Демократичен социализъм |
| Независими за промяна                            | 4                         |                         |
| Социалдемократи                                  | 3                         | Социалдемокрация        |
| Зелена партия                                    | 2                         | Зелена политика         |
| независими                                       | 14                        |                         |